# Tokamak physics engine

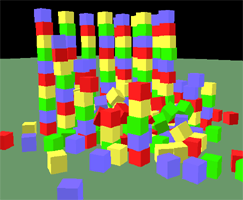
Демонстрация системы обнаружения столкновений и физики твёрдых тел в движке Tokamak

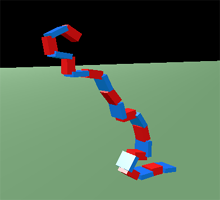
Демонстрация физики «веревки», в которой используется шарнирное соединение

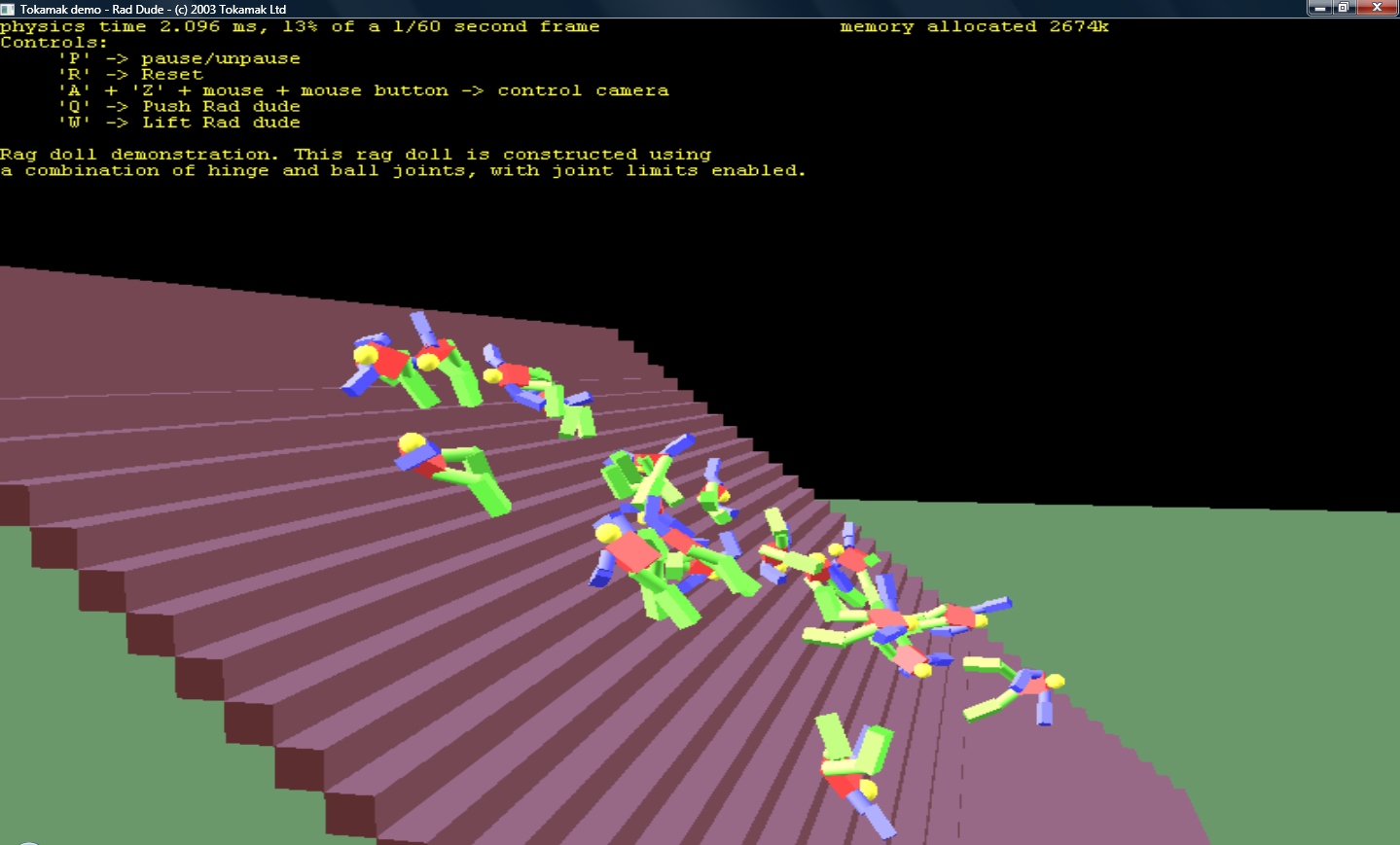
Демонстрация физики Ragdoll. Этот рэгдолл сконструирован с использованием комбинации шарнирных и шариковых сочленений (соединений) с ограничениями движения данных соединений. В этой демонстрации несколько рэгдолл-моделей катятся вниз по ступенькам.

Tokamak Game Physics SDK (далее — Tokamak) — физический движок, работающий в режиме реального времени, который распространяется на основе свободной лицензии BSD с открытыми исходными кодами.
В начале Tokamak был свободным только для некоммерческого использования, однако с мая 2007 года движок перешёл на открытые исходные коды под лицензией BSD.

## Особенности
Физический движок Tokamak обладает уникальным итерационным методом для обработки ограничений (англ. solving constraints). Этот метод необходим для того, чтобы позволять разработчикам делать выбор между точностью и скоростью и обеспечивать более предсказуемое потребление ресурсов процессора и системной памяти физическим движком. Обработчик ограничений Tokamak’а не вовлекает в обработку большие матрицы, избегая таким образом ограничение на полосу пропускания памяти на некоторых игровых консолях.
Tokamak поддерживает множество типов связей (англ. joint), ограничений (англ. joint limits) и реалистическую модель трения. Tokamak оптимизирован для наложения (англ. stacking) большого количества объектов, что является часто требуемым многими разработчиками игр. Tokamak обеспечивает обнаружение столкновений (англ. collision detection) для примитивов (параллелепипед, сфера, капсула), комбинаций примитивов и произвольных статических полигональных сеток (англ. arbitrary static triangle meshes). Лёгкие «твёрдые частицы» обеспечивают эффекты частиц (англ. particle effects) в играх с минимальными затратами.
Tokamak также поддерживает «Разламываемую конструкторскую модель» (англ. Breakage Constructing models), которая разламывается в результате столкновений. Фрагменты (обломки, осколки) первоначальной модели будут созданы автоматически встроенными функциональными возможностями движка.
Tokamak API содержит два разных типа классов. Классы интерфейса являются классами объектов, создаваемыми и управляемыми непосредственно основными функциями Tokamak или методами его класса. Другая группа — классы периферии, которые представляют собой обычные классы C++, определённые и управляемые пользователем.
Tokamak API написан на языке программирования C++ и представляет собой объектно-ориентированный интерфейс, хотя объявление виртуальных функций сведено к минимуму. Вообще-то, как таковых их нет. Причиной данной реализации является то, что на некоторых платформах вызовы виртуальных функций слишком «расточительны» вследствие ограниченного размера кэша.

## Использование
Неполный список компьютерных игр, использующих Tokamak:
- TECNO — the Base
- Дорога на Берлин (2005)
- Deer Hunter 2005
- Bontãgo